# Canarias (F-86)
La fragata Canarias (F-86) es la última de una serie de 6 fragatas que componen la Clase Santa María, una versión española de la clase Oliver Hazard Perry estadounidense construidas por la Empresa Nacional Bazán (hoy Navantia) en los astilleros de Ferrol.

## Diseño y construcción

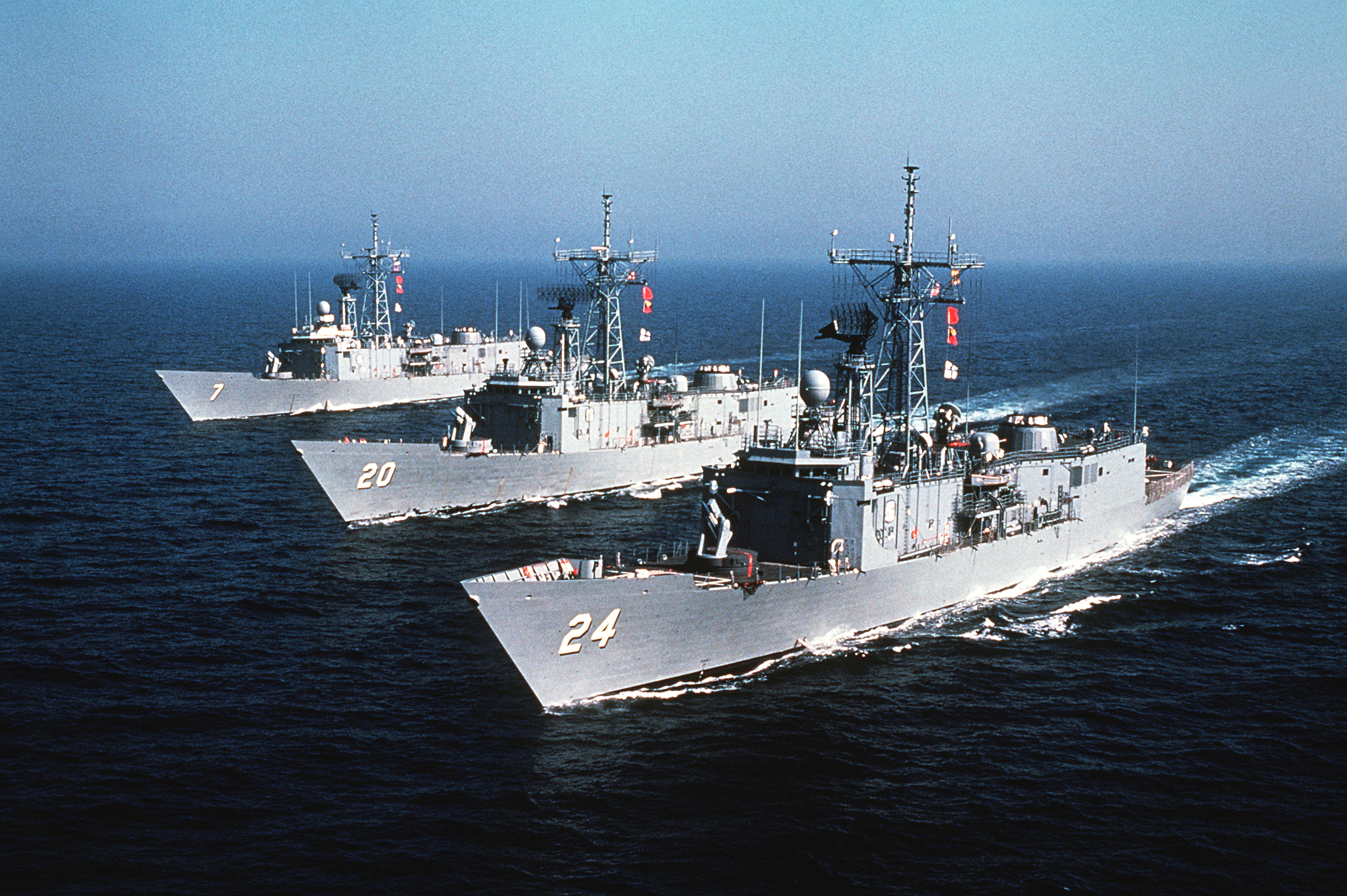
Tres fragatas estadounidenses de la clase Oliver Hazard Perry en la que se basó el diseño de la clase Santa María. Los buques son el USS Oliver Hazard Perry (FFG-7), el USS Antrim (FFG-20) y el USS Jack Williams (FFG-24). Imagen de 1982.

La clase Santa María parte de la clase  Oliver Hazard Perry , que ha sido quizá la clase más numerosa de escoltas construida después de la Segunda Guerra Mundial. Debía reemplazar a las naves de la  clase Knox  (en España,  Clase Baleares ).
Estos barcos están reforzados con aluminio en los depósitos de municiones, con acero en la zona que alberga los motores y con kevlar en las estaciones electrónicas y de mando. Como defensas dispone de un sistema de tiro holandés Mk 92 que puede lanzar y guiar un solo misil (a lo sumo dos si es contra el mismo blanco). Además, dispone de un cañón de 3″ de tiro rápido y de un sistema antimisiles de construcción española Meroka de 20 mm, que en las unidades de la Armada de los Estados Unidos emplea el cañón Vulcan Phalanx.
Con esta configuración, la fragata estaba principalmente destinada a la protección antiaérea y antibuque del Grupo de Combate formado alrededor del Portaeronaves Príncipe de Asturias en forma de misiles Harpoon. Para la lucha antisubmarina se la dotó de un sonar remolcado tipo TACTAS y dos hangares para transportar sendos helicópteros medios del tipo SH-60, aunque solo se adquirió un helicóptero por cada fragata.
Estas fragatas fueron muy populares y se exportaron, muchos vendidos de segunda mano por la Armada de los Estados Unidos cuando llegó el momento de modernizarlos, o fabricaron en países como Australia, Turquía o Taiwán. En el caso español se comprobó que no eran necesarios dos hangares para helicópteros, pues solo llevarían un aparato. Por este motivo, las  Álvaro de Bazán  llevan una sola puerta, destinando el espacio sobrante a otros fines.
Forma parte de la 41.ª Escuadrilla de Escoltas, compuesta por la  Santa María (F81) , Victoria (F82) , Numancia (F83) , Reina Sofía (F84 ) ,  Navarra (F85) , y  Canarias (F86) , la cual, estaba integrada en Grupo de Unidades de Proyección de la Flota con el Portaaviones  Príncipe de Asturias (R-11)  hasta su disolución . Su puerto base está en la Base Naval de Rota.

### Mejoras respecto al resto de la clase
Al igual que la Navarra (F-85), tiene una serie de mejoras respecto a las cuatro del primer lote, como la instalación de unas aletas estabilizadoras en la popa, un nuevo montaje del Meroka y la modificación de los equipos electrónicos. En concreto, llevan un sistema de datos de combate mejorado, del radar de vigilancia aérea llevan la versión AN/SPS-49(V)5 en lugar de la (V)4 de las anteriores, el sonar es un SRQ-19(V)2 en vez del (V), la dirección de tiro es la Mk.92Mod6 CORT en vez de la Mod4 y el sistema de guerra electrónica Nettunel ha sido reemplazado por un Mk.3000. No obstante, con la modernización de media vida en curso se están estandarizando los equipos de las seis unidades.

## Historial

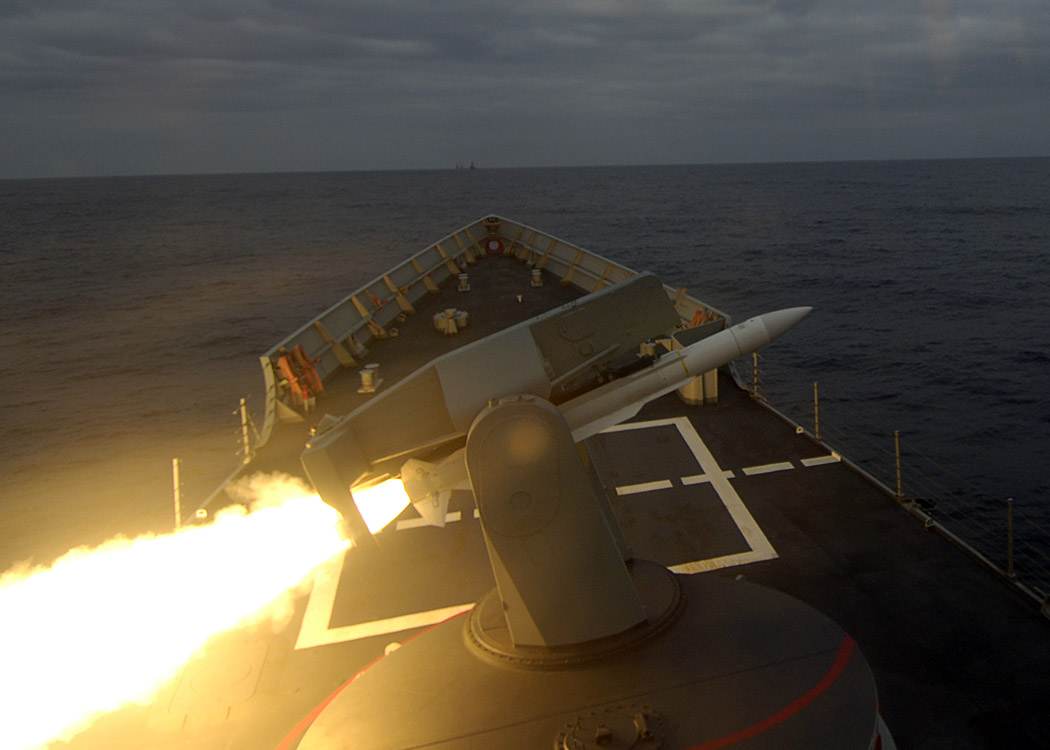
Lanzamiento desde el Canarias de un misil tierra-aire (SAM) en 2006.

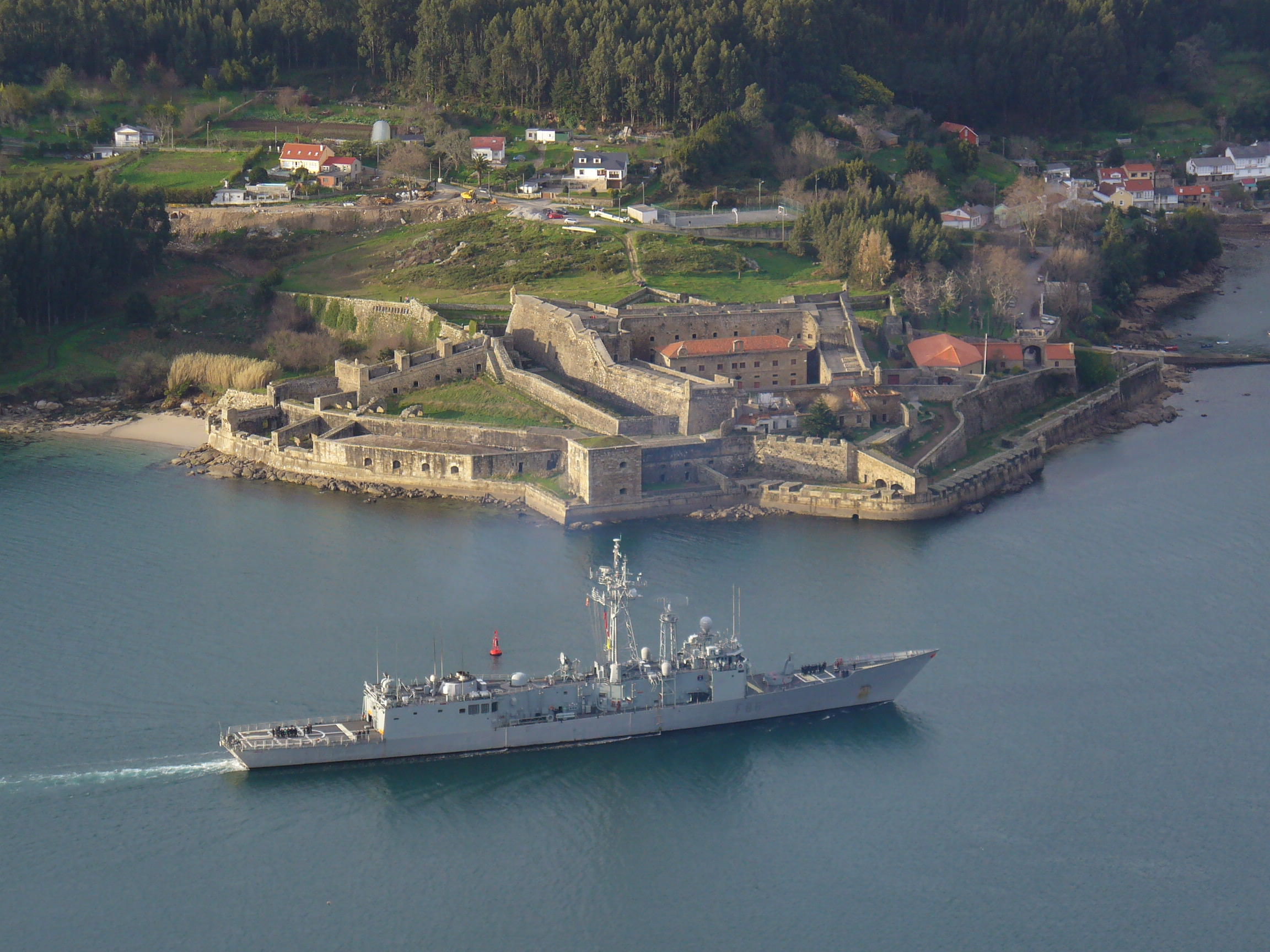
La fragata Canarias (F86) a la entrada de la ría de Ferrol, en frente del Castillo de San Felipe, en 2007.

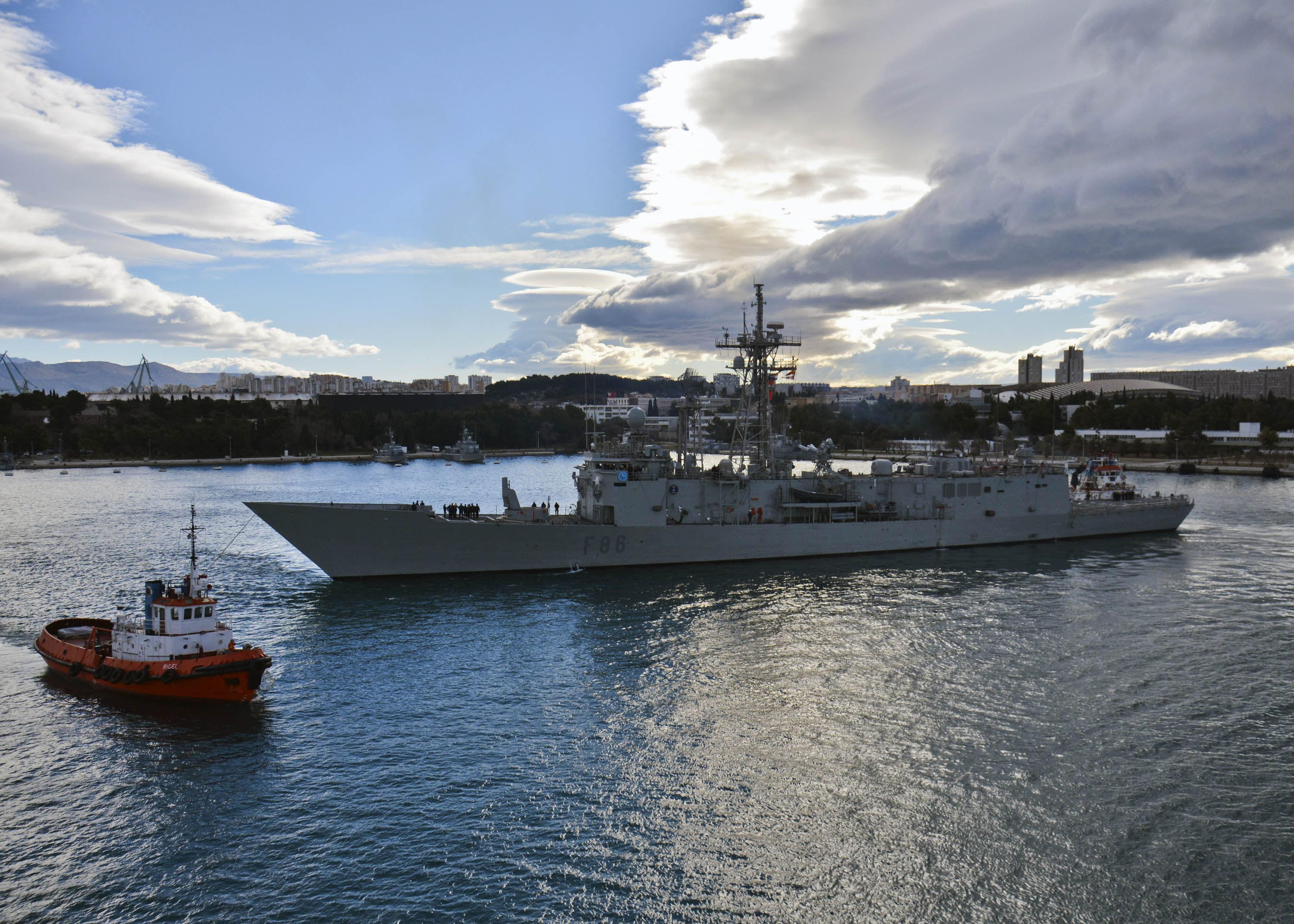
La fragata Canarias como parte del Grupo Marítimo Permanente de la OTAN 2 (SNMG2) es escoltada por remolcadores cuando sale del puerto de Split (Croacia) en 2015.

La fragata Canarias, participó junto a la fragata francesa Aconit y el destructor italiano Mimbelli, en el operativo Resolute Behaviour de la Fuerza Marítima Europea en la zona del Cuerno de África, dentro de la operación libertad duradera.
El 1 de agosto de 2008, cuando la fragata se disponía a zarpar de su base de Rota, la caída en el muelle número 2 de la pluma de una grúa autopropulsada sobre la cubierta de popa de la Canarias y de otras 2 fragatas de su clase, provocó que la salida se demorase durante 7 horas y provocó en la Canarias daños menores como la rotura de uno de los candeleros y desperfectos en la pintura del buque.
El 10 de agosto de 2009, zarpó desde el muelle número 2 de la base de Rota para relevar a la Numancia en Lárnaca, Chipre en la operación Atalanta de la Unión Europea contra la piratería en aguas de Somalia. En el transcurso de esta misión, hizo entrega de alimentos al orfanato de Cáritas en Yibuti en el transcurso de una escala entre el 23 y el 25 de agosto de 2009. Igualmente, en el transcurso de esta operación, el 15 de septiembre evacuó a un tripulante del pesquero español Intertuna-1, que había sido mordido por un tiburón. El día 5 de octubre de 2009, detuvo a dos de los piratas que secuestraron el 2 de octubre al atunero vasco Alakrana
A finales de octubre de 2009, tras concluir su participación en la operación Active Endeavour de la OTAN en el Mediterráneo oriental, la fragata Méndez Núñez, fue enviada como refuerzo a la zona, para relevar a la Canarias en la operación Atalanta, y permitirle arealizar sus labores de mantenimiento, repostaje de víveres y combustible.
El 29 de octubre, uno de sus los dos helicópteros de su dotación, colaboró con el buque alemán Karlsruhe para detener a 7 piratas que habían intentado abordar un buque pesquero francés.
Durante la liberación del Alakrana, los helicópteros de las fragatas Canarias y Méndez Núñez, intentaron sin éxito la captura de los últimos piratas que abandonaron el buque, llegando incluso a disparar contra ellos. Así mismo, y al igual que ocurrió con el Playa de Bakio, hubo de evitarse el que fuera recapturado por piratas de otro clan.
Tras la liberación, el Alakrana, se dirigió a las Islas Seychelles escoltado por las dos fragatas; La Canarias, por su parte, se dirigió a Yibuti, donde fue relevada por la Navarra en la operación Atalanta el 8 de diciembre de 2009, arribando a su base de nuevo el 19 de diciembre de 2009 tras haber recorrido más de 30 000 millas.
Al 22 de diciembre de 2010, zarpó de nuevo desde su base en Rota, con rumbo a aguas de Somalia, para relevar al Patiño como buque de mando de la Fuerza Naval Europea, que tiene por misión incrementar la seguridad en las aguas del Golfo de Adén y Somalia, dando protección tanto al tráfico mercante como a los pesqueros.
El 30 de marzo de 2011, detuvo a 11 presuntos piratas a bordo de un esquife y una ballenera, después de que el primero, hubiera perseguido al Draco, un buque pesquero con bandera de las Seychelles y armador español. El 4 de abril, entregó a los detenidos a las autoridades de las Seychelles. Poco después, liberó un pesquero iraní a 150 millas al este de Garacad, costa de Somalia. El 5 de mayo de 2011, culminó su misión en el Índico momento en el que fue relevada en Yibuti por la fragata Santa María, arribando a su base en Rota el 19 de mayo de 2011.
A mediados de octubre de 2014 participó en aguas de Cartagena en el ejercicio de la OTAN Noble Mariner-14 junto a otros 24 buques de superficie, 6 submarinos de 16 países.
El 6 de marzo de 2015 auxilió a cuatro náufragos cuya embarcación había volcado en aguas del estrecho de Gibraltar.
A principios de septiembre de 2015 participó en el ejercicio de la OTAN Dynamic Guard en aguas del golfo de Cádiz, en las que también participó la  Álvaro de Bazán y el  Cantabria.
El 5 de octubre de 2015 se integró en la fuerza naval de la Unión Europea Eunavfor Sophia, de lucha contra el tráfico ilegal de inmigrantes en el Mediterráneo, con base en el puerto siciliano de Augusta. En el transcurso de dicho despliegue, el 5 de noviembre participó en el rescate de 517 inmigrantes que se encontraban en una barcaza a la deriva, y el 12 de noviembre, rescató a otros 112 inmigrantes la mayoría procedentes de Guinea Conakri. El 28 de enero de 2016 retornó a su base en Rota tras rescatar en total a más de 1100 personas.
El 18 de enero de 2017 zarpó desde su base en Rota para volver a incorpoorarse a la operación Sophia, de lucha contra el tráfico ilegal de inmigrantes en el Mediterráneo, dando el relevo a la Navarra el 22 de enero.
El 29 de junio de 2023 participó en los ejercicios Sinkex-23, en el que hundió el antiguo Martín Posadillo como blanco naval junto a la Méndez Núñez y aviones de la 10.ª escuadrilla. En julio se difundieron imágenes de su hundimiento.

### Buques de la clase
- Santa María
- Victoria
- Numancia
- Reina Sofía
- Navarra

### Buques similares
- Clase Oliver Hazard Perry
- Clase Adelaida
- Clase Cheng Kung